# 賽柳格姆山脈
賽柳格姆山脈是俄羅斯的山脈，從阿爾泰山脈東南部延伸至薩彥嶺西端，全長130公里，平均海拔高度1,500至1,750米，最高點海拔高度3,502米，受大陸性氣候影響。